# Karol Kaleta
Karol Kaleta (ur. 1889, zm. 1982) – polski przywódca i duchowny zielonoświątkowy na Śląsku Cieszyńskim, po obu stronach Olzy: w Polsce i w Czechosłowacji.

## Życiorys
Początkowo należał do Społeczności Chrześcijańskiej w Cieszynie, z której wystąpił i przyłączył się do Związku Stanowczych Chrześcijan, którego prezesem był w latach 1917-1920 i 1927-1931.
W latach był 1926-1968 przełożonym zboru stanowczych chrześcijan w Gródku na Zaolziu. Po II wojnie światowej opowiedział się za włączeniem zaolziańskiej części Związku Stanowczych Chrześcijan do Jednoty Czeskobraterskiej. Stało się to faktem w 1951.

## Literatura
- Tadeusz J. Zieliński, Protestantyzm ewangelikalny. Studium specyfiki religijnej, wyd. 2, Katowice 2014 ISBN 978-83-931204-9-9 s. 342.